# 拜雪
拜雪（法語：Baisieux，法語發音：[bɛzjø]）是法国上法蘭西大區北部省的一个市镇，位于该省中部，属于里尔区和里尔欧洲都会区。

## 地理
拜雪（50°36'55"N, 3°14'27"E）面积8.68 平方千米，位于法国上法蘭西大區北部省，该省份为法国最北部的省份及最长的省份，西北濒北海，西接加来海峡省，南至埃纳省和索姆省，东与比利时接壤。
与拜雪接壤的市镇（或旧市镇、城区）包括：威廉、佩韦勒地区康凡、谢朗、格吕松、图尔奈。
拜雪的时区为UTC+01:00、UTC+02:00（夏令时）。

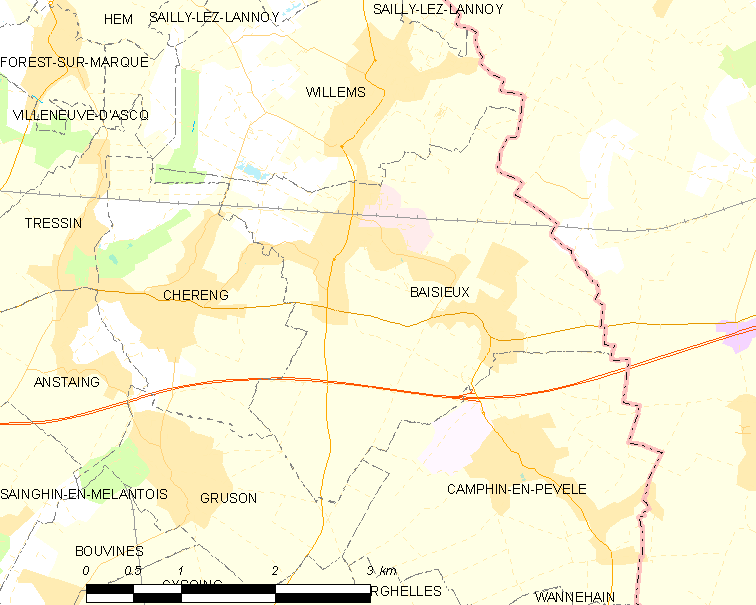
拜雪的OSM定位图

## 行政
拜雪的邮政编码为59780，INSEE市镇编码为59044。

## 政治
拜雪所属的省级选区为佩韦勒地区唐普勒沃县。

## 人口

1962-2008年间拜雪人口变化图示

拜雪于2022年1月1日时的人口数量为5361人。